# Cimarron, New Mexico
Cimarron är en ort i Colfax County i New Mexico. Enligt 2010 års folkräkning hade Cimarron 1 021 invånare.